# Новоямські Виселки
Новоя́мські Ви́селки (рос. Новоямские Выселки, ерз. Новоямские Выселки) — селище у складі Єльниківського району Мордовії, Росія. Входить до складу Новоямського сільського поселення.
Населення — 1 особа (2010; 7 у 2002).
Національний склад (станом на 2002 рік):
- росіяни — 100 %